# Homburg (Hut)

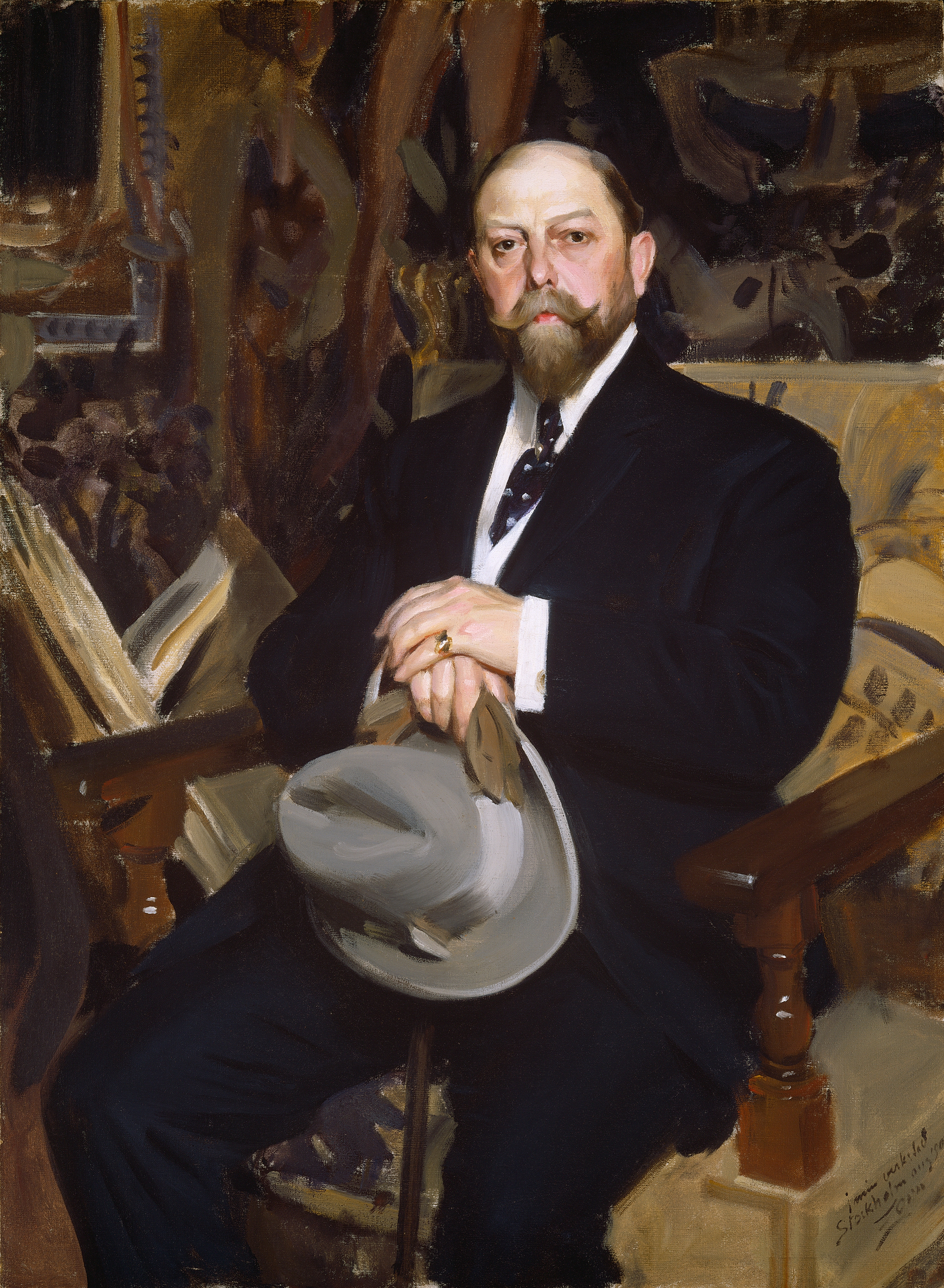
Hugo Reisinger, Porträt mit grauem Homburg, 1907

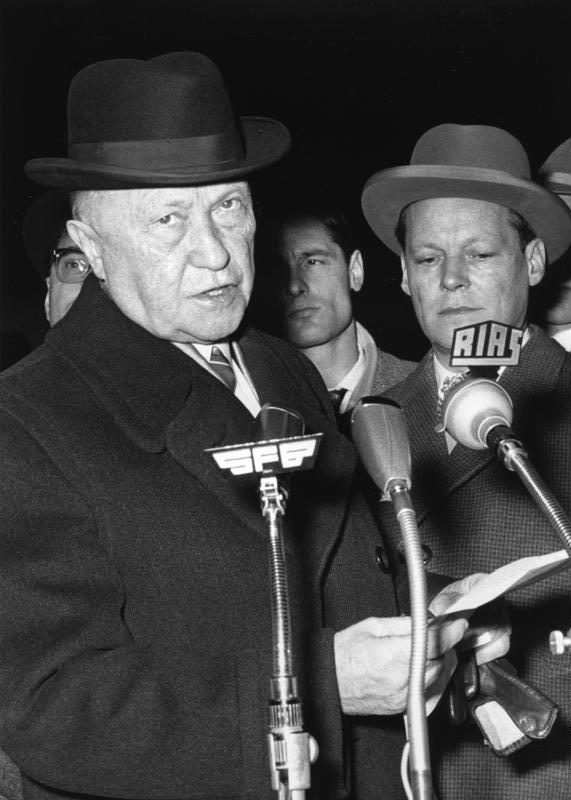
Konrad Adenauer und Willy Brandt mit Homburg, 1961

Der Homburger Hut ist ein hoher Herrenhut aus Filz mit hochgebogener, eingefasster Krempe und Mittelkniff in der Krone. Er wurde als „Homburg“ zu einem weltweiten Verkaufsschlager.

## Geschichte
Der Homburg wurde ursprünglich in Bad Homburg vor der Höhe durch die 1806 gegründete Hutfabrik Ph. Möckel (Dorotheenstraße 8–10) hergestellt. Phillip Möckel industrialisierte 1856 seinen Betrieb mit dem Kauf einer Dampfmaschine. Der große Durchbruch für den Homburg kam mit dem Besuch des britischen Thronfolgers Edward (des späteren Königs Edward VII.) am 29. August 1882 in Bad Homburg. Er gab ihn als Kurgast hier in seinem typischen eleganten Grau beim Hutmacher Möckel in Auftrag – „erfunden“ hat er ihn jedoch nicht. Edward sah den Hut das erste Mal bei seinem Neffen, dem späteren Kaiser Wilhelm II. in Homburg. Wilhelm II. trug den Hut in einer grünen Variante als Accessoire einer Jagduniform. Das neue Hutmodell verbreitete sich schnell und verdrängte alsbald den Zylinder und die Melone.

## Variation
In Großbritannien war eine ähnliche Hutform in den 1930er bis 1950er Jahren populär. Der sogenannte Anthony Eden (nach dem gleichnamigen Politiker, der ihn häufig trug und ein Stilvorbild der 1930er Jahre war) hatte jedoch im Gegensatz zum klassischen Homburg einen unbordierten, geraden Schnittrand. Der Anthony Eden wird auch als „Demi-Homburg“ bezeichnet und wurde bei offiziellen Anlässen zum Stresemann und zum schwarzen Anzug getragen.

## Rezeption
Im Gotischen Haus in Bad Homburg ist eine Ausstellung über den Hut zu sehen.
Die britische Rockband Procol Harum nahm in ihrem Hit Homburg auf diesen Hut Bezug.